# میامی بیس
میامی بیس (به انگلیسی: Miami Bass) (شناخته شده با نام هائی چون بوتی میوزیک یا بوتی بیس، اصطلاحاتی که می‌توانند شامل سبک‌های دیگری همچون رپ کثیف نیز باشند) زیرسبکی از موسیقی هیپ هاپ است که در دهه‌های ۱۹۸۰ و ۱۹۹۰ محبوبیت پیدا کرد. ریشهٔ این سبک مستقیماً به صداهای الکترو فانک اوایل دههٔ ۱۹۸۰، که پیشگامان آن افریکا بمباتا و پس از آن موسیقیدان بریتانیائی، پُل هاردکسل بودند، بازمی‌گردد.
استفاده از کیک-درامهای تأکید شدهٔ رولند تی آر-۸۰۸، نوازندگی مشخص و رقص‌آور تمپو، و محتوای متنی اغلب صریح از نظز جنسی، باعث تمایز میامی بیس از دیگر زیرسبک‌های هیپ هاپ می‌شود.
ریچی آنتربرگر، نویسنده‌ای که در آثار خود به بحث در مورد موسیقی عامه‌پسند می‌پردازد، میامی بیس را با خصوصیاتی همچون استفاده از ریتم‌ها با «چاشنی حرکت و توقف» و سنج هائی با صدای «هیس» مانند همراه با غزل هائی که «زبان خیابان‌ها، به ویژه محله‌های تاریک میامی مانند لیبرتی سیتی و اوورتاون را بازتاب می‌دهند» توصیف نموده‌است.
میامی بیس هیچ‌گاه مورد پذیرش عوام قرار نگرفته‌است، گرچه تأثیر عمیقی روی توسعه و پیشرفت سبک هائی چون بالتیمور کلاب، وست کوست هیپ هاپ، فانک کاریوکا و دیگر سبک‌ها داشته‌است.